# Typhonium peltandroides
Typhonium peltandroides là một loài thực vật có hoa trong họ Ráy (Araceae). Loài này được A.Hay, M.D.Barrett & R.L.Barrett miêu tả khoa học đầu tiên năm 1999.